# 金成太郎
金成 太郎（かんなり たろう、アイヌ名：ペテロ、1867年1月20日〈慶応2年12月15日〉 - 1897年〈明治30年〉1月20日）は、北海道幌別郡幌別村（現：登別市幌別）出身のアイヌ。アイヌ学校愛隣学校の教師。アイヌで最初にプロテスタントの洗礼を受けた人物で、アイヌ初の伝道者である。
幌別アイヌの長老である金成喜蔵（アイヌ名：カンナリキ）の長男で、金成マツ（同名：イメカヌ）・ナミ（同名：ノカアンテ）姉妹の従兄で、知里幸恵・高央・真志保姉弟の従伯父である。

## 経歴
1877年（明治10年）5月に常盤小学校に入学し、ただ一人アイヌ生徒として教育を受けた。聖公会の宣教師のジョン・バチェラーにアイヌ語を教えていく中で、キリスト教に入信して、1885年（明治18年）にバチェラーより、アイヌとして最初の洗礼を受けた。
後に、母の連（アイヌ名：レルラ）や、従妹のマツ等、親戚の多くがクリスチャンになった。バチェラーの構想の下、父・喜蔵が創設した相愛学校の校長になり、アイヌの子どもたちを教えた。また、アイヌ最初の伝道者になった。
1897年（明治30年）1月20日、肺結核により30歳で死去した。